# Bachem Ba 349
Bachem Ba 349 Natter (užovka) byl německý jednoúčelový raketový přepadový stíhací letoun z doby druhé světové války.
Trup je celodřevěné konstrukce, kromě pancéřované kabiny. Letounek je určen pro jedno použití kromě kabiny, která se po katapultáži pilota snese na padáku. Letoun je vybaven pomocnými startovacími raketami a start se prováděl kolmo z rampy podobně jako u raket nebo raketoplánu.
Ba 349 byl plánován jako jedna z možností obrany vzdušného prostoru Třetí říše, avšak jeho vývoj a testy nebyly v průběhu války dokončeny, a proto se nedočkal skutečného nasazení. Každopádně jeho konstrukce vykazovala velkou nápaditost, tak jako všechny německé konstrukce jak v průběhu, tak ke konci války.

## Vývoj
V roce 1943 začala mohutná spojenecká vzdušná ofenzíva proti Německu, kterou se Luftwaffe snažila zastavit a nasadila i proudové stíhačky, ale neúspěšně. Vyvíjeny protiletadlové rakety (Wasserfall, Rheintochter, Schmetterling a Enzian) sice vypadaly slibně, ale jejich vývoj se prodlužoval. V této situaci nasadila Luftwaffe do boje první (a dosud jedinou) raketovou stíhačku na světě, Messerschmitt Me 163. Odpadla tak potřeba složitých naváděcích prostředků. Začátkem roku 1944 začala Luftwaffe program vývoje pohotovostní stíhačky.
Bylo vytvořeno množství návrhů a ve většině z nich byl pilot nakloněn, aby se šetřilo místem. Nejperspektivnějšími z návrhů byly Heinkel P.1077 a Me 163.

### Bachemův návrh
Erich Bachem byl technickým ředitelem ve firmě Fieseler. V roce 1934 založil vlastní továrnu, v níž vyráběl komponenty pro letadla. Jeho BP20 vycházel z návrhu, na kterém pracoval pro firmu Fieseler, ale byl značně radikální. Stroj měl být postaven ze dřeva, pouze kokpit měl být obrněný. Poháněný měl být raketovým motorem Walter HWK 509A-2 podobně jako Me 163 Komet. Stroj měl mít také 4 pomocné startovací odhazovací motory Schmidding s dobou hoření 10 sekund. Letadlo startovalo z 25 m dlouhé kolmé rampy.
Stroj byl naváděn do výšky, kde letěly bombardéry rádiovým řídícím systémem ze země a pak kontrolu přebral pilot. Když si byl jistý zásahem, odpálil salvu raket umístěných v nose a katapultoval se nebo počkal a navedl letadlo tak, aby narazilo do ocasu dalšího z bombardérů a až pak se katapultoval. Přestože pilot by měl přežít, šlo prakticky o sebevražednou zbraň.
Ačkoli návrh vypadal složitě, měl výhodu, která rozhodla v jeho prospěch – nepotřeboval velké letecké základny, které byly, jak se ukázalo u letounu Me 163 Komet, zranitelné nálety.
Když se návrh dostal do rukou veliteli SS Heinrichu Himmlerovi, byl určen jako vítězný. Luftwaffe se však snažila zachránit co nejvíce z letadla a nařídila předělat návrh tak, aby se stroj poškodil co nejméně a aby se náraz do bombardéru v boji nepoužíval.
Výsledný návrh bylo malé letadlo startující z 15 m vysoké rampy se čtyřmi pomocnými startovacími motory s dobou hoření 12 sekund. Když ty vyhořely, zapálil se hlavní motor. Pak bylo letadlo naváděno rádiem ze země do výšky proti bombardérům. Pak pilot odpálil rakety z nosu a začal klesat klouzavým letem k zemi. Když dosáhl výšky kolem 3 000 m, otevřel se brzdící padák a letadlo se "rozlomilo". Pilot a ocas s motorem pomalu klesaly k zemi s padákem, zatímco trup s nosem dopadly na zem.
Vědci počítali Natterovu aerodynamiku pod vedením profesora Wilhelma Fuschse, řídící systém se zkoušel v Bachem Werke ve Waldsee. U DVL (Deutsche Versuchsanstalt für Luftfahrt – Německý zkušební ústav pro vzduchoplavbu) v Braunschweigu dělali testy s maketami v aerodynamickém tunelu. Výsledky ukázaly, že letadlo by bylo stabilní do rychlosti Mach 0,95.

## Použití
Vzhledem k omezeným možnostem danými množstvím paliva a aerodynamikou letounu byl profil útoku letounu omezen na jeden až dva útoky během jednoho letu. První útok měl Natter zahájit při průletu skupinou bombardérů, kde na ně zaútočil salvou raket zespodu. Druhý volitelný útok mohl pilot Natteru provést po průletu skupinou bombardérů (a většinou také vypotřebováním paliva). V tu chvíli mohl pilot využít případného převýšení a zaútočit taranem na další bombardér, který usnadňovala pancéřovaná kabina letadla.

## Testy
Letové zkoušky začaly 3. listopadu 1944 v Neuburgu an der Donau. První prototyp BP-20 M1 neměl motor, byl pouze vytažen do výšky 3 000 m Heinkelem He 111.
Další testovací prototypy byly vybaveny pomocnými startovacími motory a byly řízeny rádiem. Testy proběhly dobře, ale ukázalo se, že znovu použít motor, který přistál s padákem, se nedá, náraz byl stále příliš silný.
Do 27. ledna roku 1945 bylo podniknuto několik testů bez motoru s posádkou i bez ní. Úspěšné byly také testy hlavního motoru a zbraní.

## První pilotovaný let

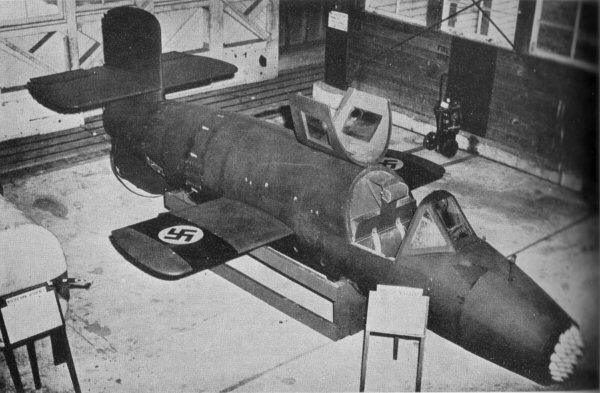
Bachem Ba 349 v dílně. Na přídi je dobře vidět baterie neřízených raket.

Stavba prototypu pro sériovou výrobu Ba 349A začala v říjnu roku 1944 a v následujících měsících došlo k 15 odpalům. Každý odpal vedl k drobným úpravám, které se shrnuly a aplikovaly u verze Ba 349B, jejíž testy začaly v lednu roku 1945. Existovala i dvoumístná verze Ba 349C Schul Natter, ale ta zůstala na papíře.
V únoru roku 1945 začínala velení SS docházet trpělivost a nařídilo udělat minimálně jeden pilotovaný let ještě ten měsíc. K tomu došlo až prvního března roku 1945. Zkušební pilot Lothar Sieber odstartoval se strojem Ba 349A M 23 z odpalovací rampy ve vojenském cvičném areálu Lager Heuberg. Zpočátku to vypadalo, že je vše v pořádku, ale jeden z motorů Schmidding vypověděl službu a stroj se stal následně neovladatelným. Ve výšce 500 m se otevřel kokpit když se snažil Sieber dostat ven. Rádiem dostával pokyny, aby letadlo opustil, ale v oblacích ztratil orientaci, takže nevěděl, že se otočil k zemi. Jelikož se brzdící padák neotevřel letadlo v plné rychlosti narazilo do země. Sieber byl na místě mrtvý. Některé prameny uvádějí, že Sieber při pádu k zemi se zapnutým motorem dokonce překonal zvukovou bariéru.
Nehoda byla vysvětlena jako chyba krytu kokpitu, který nebyl dobře zajištěn. Fotografie havarovaného stroje byly upraveny tak, aby nebyla vidět radiostanice FuG 16 přes kterou dostával Sieber pokyny. Při průzkumu v okolí základny v roce 1998 byly nalezeny trosky trupu.
Celkem bylo postaveno 36 Natterů, 18 bylo použito k bezpilotním testům, dva havarovaly (jeden při bezmotorovém letu, druhý se Siebertem). Ze zbývajících 16 bylo 10 spáleno, 4 skončily v USA, 1 ve Spojeném království a 1 v SSSR, který byl ukořistěn v Durynsku, kde sloužil jako předloha pro tamní výrobce. Ze čtyř amerických Natterů byl odpálen pouze jeden, bezpilotní let ze základny Muroc Army Air Base skončil havárií.

## Dědictví

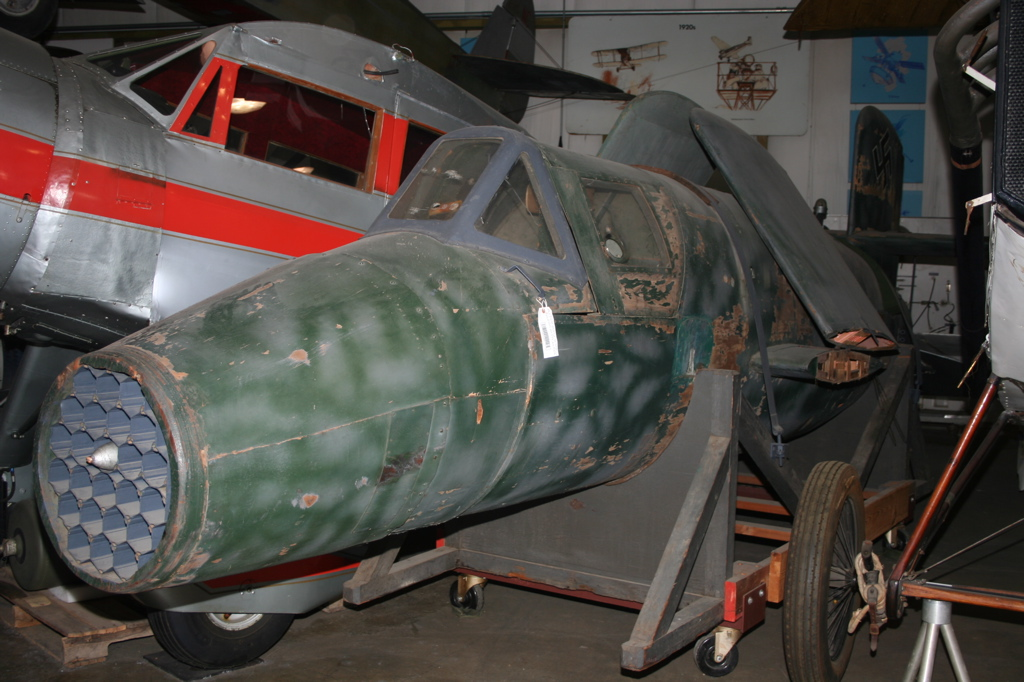
Bachem Ba 349 v muzeu

Francouzské jednotky obsadily továrnu ve Waldsee 25. dubna 1945. Vzaly s sebou 10 modelů Ba 349B a později ještě další 4 funkční prototypy. Zbývajících 6 bylo spáleno.
Některé zdroje uvádějí, že byla sestavena dobrovolná bojová jednotka z Natterů v Kirchheimu unter Teck, ale k bojovému nasazení nedošlo a údaje jsou nedůvěryhodné.
V posledních dnech války v Pacifiku vyvinula letecká společnost Mizuno podle požadavků císařského námořnictva letadlo velmi podobné Natteru. Výsledkem byla sebevražedná stíhačka Mizuno Shinryu, vyzbrojená neřízenými raketami vzduch-vzduch umístěnými pod křídlem a výbušnou hlavicí v nose pro sebevražedný útok.
Dodnes se zachovaly tři exempláře Ba 349 a všechny jsou v USA ve Smithsonově institutu. První je v National Air and Space Museum ve Washingtonu D. C., další dva jsou v Steven F. Udvar-Hazy Center na letišti Washington Dulles.

## Odpalovací rampy
Byly postaveny pouze tři odpalovací rampy pro Bachem Ba 349, roku 1945 v lese Hasenholz poblíž města Kirchheim unter Teck. Rampy byly rozmístěny do trojúhelníku o délce hrany zhruba 120 m. Šlo o betonové desky v jejichž středu byla čtvercová prohlubeň o hraně 50 cm ve které stála odpalovací věž. V současnosti (rok 2017) se na původním místě zachovala pouze poslední rampa. Zbylé dvě byly vybagrovány při stavbě silnice a přesunuty na kraj lesa.

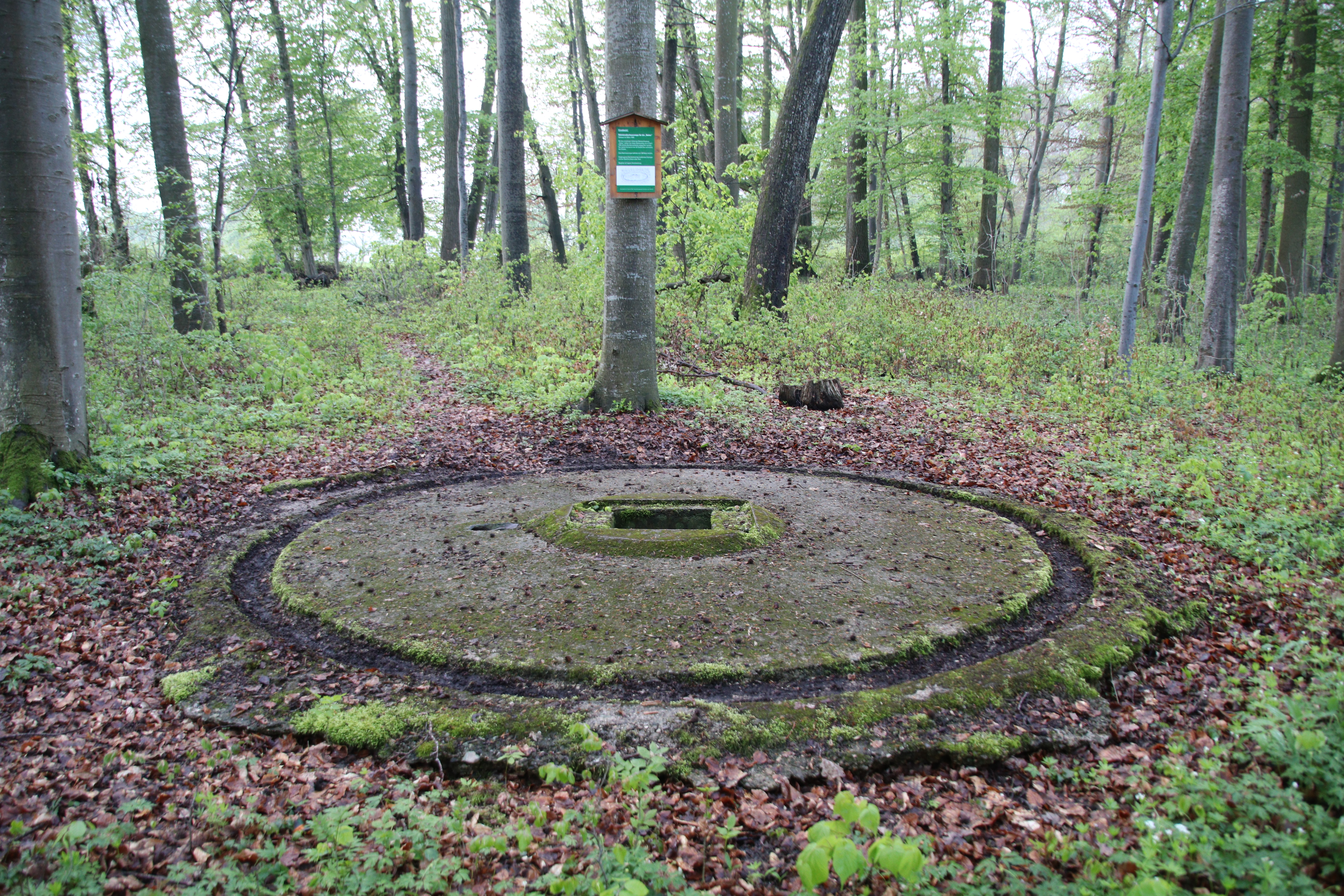
Poslední zachovaná odpalovací rampa pro Bachem Ba 349 Natter v lese Hasenholz.
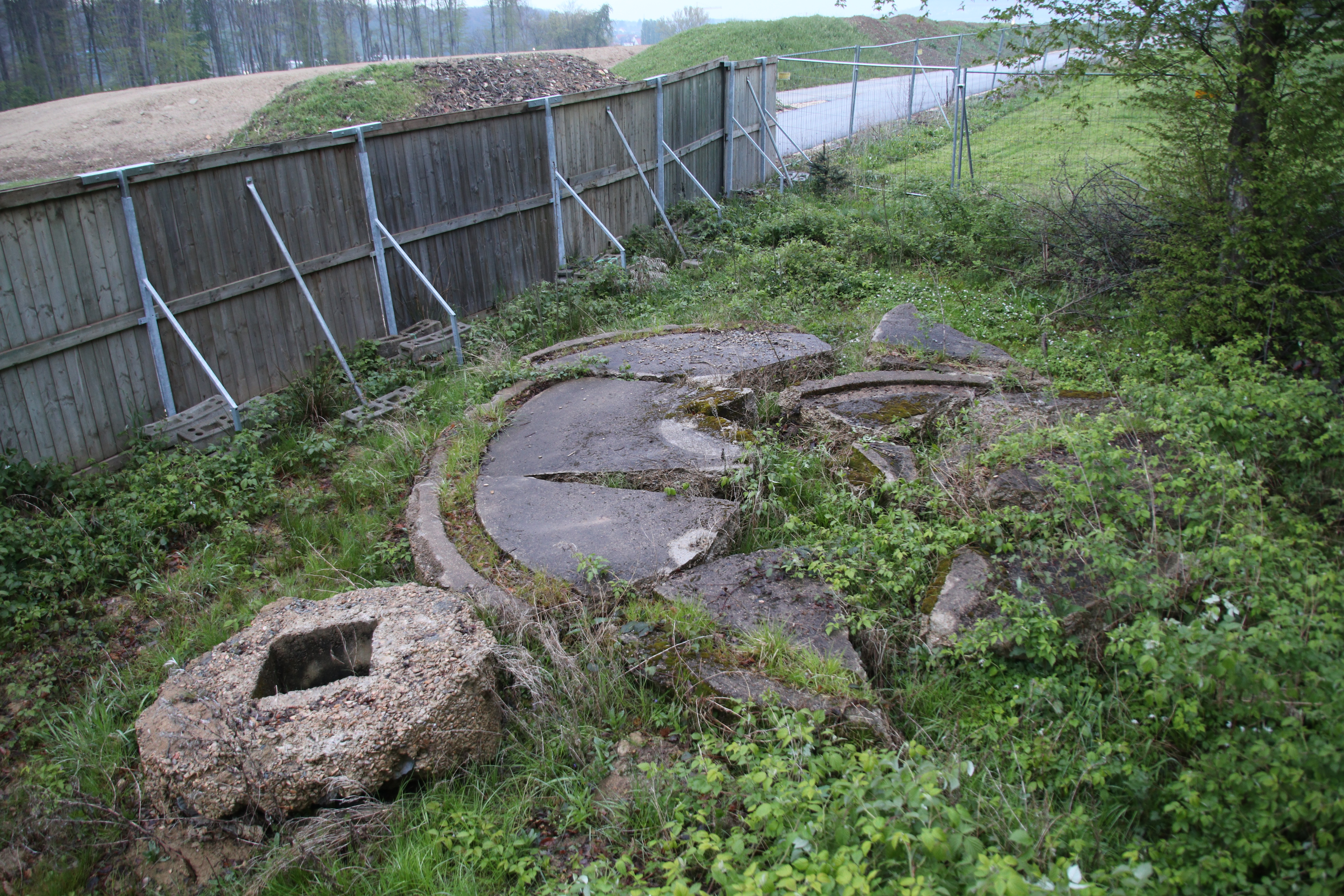
Ruiny dvou odpalovacích ramp pro Bachem Ba 349 Natter v lese Hasenholz.

## Specifikace (349A)

### Základní charakteristiky
- Posádka: 1
- Rozpětí: 3,60 m
- Délka: 5,72 m
- Výška: 2,20 m
- Nosná plocha: 3,60 m²
- Hmotnost (prázdná): 800 kg
- Maximální vzletová hmotnost (včetně startovacích raket): 2 235 kg
- Pohon: raketový motor Walter HWK 109-509 A s regulovaným tahem od 0,980 kN do 15,690 kN
- Jiný pohon: 4 x pomocné raketové motory typu Schmidding SG 34 o statickém tahu 4,9 kN

### Výkon
- Maximální rychlost: 800 – 1 000 km/h (rychlost nebyla nikdy přesně změřena)
- Dolet: 40 km
- Dostup: 16 000 m
- Doba chodu motoru: 100 – 120 s

### Výzbroj
- salvový raketomet s 32 raketami R4M Orkan nebo 24 raketami R.Sp.Gr.4609 Föhn